# Hymenophyllum capurroi
Hymenophyllum capurroi är en hinnbräkenväxtart som beskrevs av Sota. Hymenophyllum capurroi ingår i släktet Hymenophyllum och familjen Hymenophyllaceae. Inga underarter finns listade.